# 벤조디아제핀
벤조디아제핀(benzodiazepine, IPA: [bɛnzɵdaɪˈæzɨpiːn])은 벤젠 고리와 디아제핀 고리가 결합되어 있는 화학구조를 가지는 향정신성의약품이다. 최초의 벤조디아제핀은 1955년 레오 스턴바흐(Leo Sternbach)가 발견한 클로르디아제폭시드 혹은 리브리엄이다. 그리고 1963년 호프만 라 로슈에서 디아제팜(바리움)을 시장에 선보이게 된다.
벤조디아제핀은 신경전달물질인 GABA의 효과를 향상시켜, 진정작용, 수면작용, 항불안작용, 항경련작용, 근육이완과 기억상실을 일으킨다. 이같은 특성으로 인해서 벤조디아제핀은 불안완화, 불면증, 흥분, 발작, 경련, 알콜 중독과 의학적 혹은 치과에서 마취를 하기 전에 사용된다. 벤조디아제핀은 효능이 짧거나, 길거나, 혹은 즉각적인 것으로 나뉜다. 효능이 짧거나 즉각적인 벤조디아제핀은 불면증 치료에 사용되며, 효능이 긴 벤조디아제핀은 항불안제로 사용된다.
벤조디아제핀은 일반적으로 장기간 사용 혹은 약물혼용시 매우 심각한 부작용이 있으며, 짧은기간에 효과가 나타나지만 인지 장애와 공격반응이라든가 행동이 억제되지 않는 모순반응이 때때로 일어난다. 벤조디아제핀은 중독이 발생할 수 있어, 벤조디아제핀의 장기 복용, 혼용, 급작스러운 중단은 정신과 신체적으로 극심한 악영향을 미치며, 이를 가리켜 벤조디아제핀 금단 현상이라고 부른다. 벤조디아제핀의 투여중단은 일반적으로 신체와 정신 건강을 향상시키는데 도움이 된다. 또한 나이가 들수록 벤조디아제핀의 부작용에 대한 위험도가 증가하게 된다.
벤조디아제핀은 임신중에 사용해도 안전한가에 대한 논의가 있다. 아직까지 벤조디아제핀이 중요 기형을 일으킨다는 건 없지만, 벤조디아제핀이 몇몇 태아에게 구개열을 일으킬수 있으며, 태아의 신경발달에 영향을 미칠수 있는 문제도 있다; 이것들을 통틀어 신생아 금단 증상이라고 부른다. 벤조디아제핀은 과량 섭취할 가능성이 있으며, 이 경우엔 심각한 혼수상태를 야기시킬수 있다. 벤조디아제핀과 같이 중독성이 있는 약물과 혼용하는 경우 신경 중독성이 증폭된다. 대다수의 경우, 술이나 아편 같은 다른 중추신경 억제제를 먹었을경우 잠재적인 독성이 올라가게 된다. 이 때문에 벤조디아제핀을 복용하는 경우에는 술 약물 등이 금기시 된다. 벤조디아제핀은 통상적으로 오남용의 우려가 많지만, 다른 약물중독과 겹치는 사례도 있다.

## 역사

최초로 합성된 클로르디아제폭시드의 분자 구조

최초의 벤조디아제핀인, 클로르다에폭시드(리브리엄)은 1955년 호프만 라 로슈의 레오 스턴바흐가 진정제를 개발하다가 합성해 내었다. 그가 만든 화합물의 약리작용이 형편없자, 스턴바흐는 프로젝트를 포기하였다. 2년뒤, 1957년 4월에 같이 일을 하던 Earl Reeder는 실험실의 버려진 프로젝트들을 정리하다가 "괜찮은 결정체"를 만든 화합물을 발견해 낸다. 나중에 클로르다에폭사이드라 명명된 이 화합물은 1955년에 실험되지 않았는데, 왜냐하면, 그의 관심이 다른곳으로 돌아갔기 때문이다. 약리학적 효과가 나쁘다는걸 예상하면서 이걸 바탕으로 관련 연구를 할 수 있다는 것으로, 연구자들은 이 화합물을 동물 실험에 사용하였다. 결과는 예상외로, 화합물은 매우 강한 진정, 항경련작용, 근육 이완 효과를 보였다. 이 인상에 남는 의학적 결과로 인해서, 1960년에 전 세계에 리브리엄이란 이름으로 판매되었다. 클로디아제폭사이드를 비롯하여, 호프만 라 로슈에선 디아제팜을 바리움이란 이름으로 1963년 판매하였으며, 이 둘은 상업적으로 성공하게 된다. 벤조디아제핀이 도입되면서, 바르비투르 약제의 처방이 줄었으며, 1970년대에 벤조디아제핀은 예전 바루비투르가 차지하던 최면제와 진정제의 자리를 차지하게 된다. 이 시기에 발매된 로라제팜도 참고해볼 수 있다.
벤조디아제핀 계열의 의약품들은 의학계에 낙관적으로 받아들여졌으나, 1980년대 중독 위험성이 밝혀지면서 걱정들이 일어나기 시작하였다. 벤조디아제핀은 영국에서 1만 4천명의 환자들과 1800개의 로펌들이 제약사를 대상으로 "중독성을 알면서도 의사에게 정보를 알리지 않았다"는 이유로 집단 소송에 들어가게 되었다. 같은 시기에 117명의 개업의들과 50개의 의료당국에서는 벤조디아제핀 중독에 대한 부정적인 영향과 중독을 안 환자들로부터 고소당했다. 이에 몇몇 의사들은 그들의 환자들과 뜻을 같이하며, 모든 환자들에게 벤조디아제핀 치료를 받기전에 중독성이라든가 위험에 대해 알려야 된다고 권고하기에 이르렀다.
비록 항불안 성질이 있는 항우울제가 출시되었지만, 이들의 부작용은 벤조디아제핀의 부작용보다 높았으며, 단기적인 불안을 해소하는데는 계속 벤조디아제핀이 사용되었다.
그리고 불면증 치료에 있어서, 벤조디아제핀은 Zolpidem, Zaleplon과 Eszopiclone과 같은 비 벤조디아제핀계열보다 더 인기가 좋지 못하게 되었다. 비 벤조디아제핀계열의 약은 벤조디아제핀과 분자구조가 다르지만, 벤조디아제핀 수용기에 작용되어, 수면 유도 작용, 근이완 작용이 나타나지 않아 주간 및 장기 복용에 적합한 2,3 벤조디아제핀계 신경 안정제인 토피소팜은, 기존의 1,4 벤조디아제핀과는 달리 자율 신경의 중추인 시상하부에 작용하므로 정신증상 뿐만 아니라 자율 신경의 조절을 받는 각종 신체 증상을 효과적으로 개선하는 비습관성 신경 안정제로써 자율 신경계의 불균형으로 오는 각종 신체 증상(소화 불량, 소화성 궤양, 두통 등) 및 난소 결락 증상을 포함한 갱년기 증상에 효과적인 자율 신경 조절제이다.

## 사용
벤조디아제핀은 진정, 수면작용, 항불안, 항경련, 근육 이완 및 기억상실 등의 특성을 가지고 있으며, 이와 같은 특성들로 인해 알코올 의존증, 발작, 불안 장애, 공황 장애, 흥분, 불면증에 사용되고 있다. 벤조디아제핀의 대다수가 경구용으로 처방되지만, 정맥주사나 근육주사, 직장내에 삽입하는 것도 있다.:189 벤조디아제핀은 내성이 높으며 일반적으로 장기간 사용시 뇌손상을 초래하는 등 매우 심각한 부작용이 있기 때문에, 가급적 처방을 삼가하되 불가피한 경우에 한하여 단일 약을 단기적으로만 사용할 것을 권고한다.
벤조디아제핀계 제제로는 알프라졸람, 클로나제팜 등이 있다. 이에 대해 삼환계 항우울제(TCA)나 SSRI가 고려되기도 한다.

## 부작용
벤조디아제핀의 공통된 부작용은 벤조디아제핀의 진정작용과 근육이완 작용에 관련되어 있다. 벤조디아제핀은 졸음, 현기증, 그리고 기민함을 유발하고 집중력이 감소되며, 나이가 많을수록 벤조디아제핀을 복용하고 운전할 경우엔 사고가 날 위험이 높다. 또한 성적 충동을 약화시키며, 발기부전도 주요한 부작용중 하나이다. 또한 우울과 억제를 못하는 것도 포함될 수 있다. 또한 저혈압과 호흡억제가 정맥주사 시에도 나타날수 있다. 다른 부작용으로는 메스꺼움, 식욕의 변화, 시야가 흐려짐, 당황, 도취, 이인증과 악몽이 나타날수 있다. 간독성에 대한 현상도 언급되지만, 매우 극소수에 불과하다.:183–189
- 뇌 수축: 1982년 영국 의학연구심의회(MRC)의 전문가들은 정신의학연구소 말콤 레이더(Malcolm Lader) 명예교수가 벤조디아제핀을 복용하면 만성 알코올 중독자들에게 나타나는 뇌 수축 현상과 같은 부작용이 있을 수 있다는 연구결과를 내놓자 장기조사가 필요하다고 동의했지만 이후 아무런 조치도 취하지 않았다. 더구나 MRC는 해당 보고서를 2014년까지 비공개로 분류했고, 레이더 교수의 문제 제기와 관련한 어떤 대책회의나 연구도 실행하지 않았다. MRC가 한 조치는 20번 남짓의 동물 실험에 대한 연구 지원 뿐이었다. 1995년 히더 애쉬톤 뉴캐슬 대학교 명예교수가 이 약의 장기 부작용에 대해 조사하겠다고 MRC에 연구비 신청을 했지만 역시 거부당했다. 이 약은 60년대 처음 출시됐을 때 인체에 무해하다는 광고로 사랑받으며 출시 10년 만에 세계적으로 가장 잘 팔리는 약 중 하나로 알려져 있다.영국에서는 지난해 2000만 건 이상이 처방됐으며 150만 명 이상의 피해자가 있을 것으로 추정된다. 레이더 교수는 이 약을 복용하면 뇌가 수축하는 일이 생길 수도 있고 중독이 되면 타는 듯한 기분, 시야의 일그러짐, 두통과 같은 금단 증상이 나타날 수도 있다고 경고했다.[22]

- 알츠하이머: 영국 의학저널(BMJ)에 실린 보고서에 따르면 수면·진정제에 주로 쓰이는 화합물질인 '벤조디아제핀'이 알츠하이머 발생률을 평균 43 내지 51% 높인다.[23]

- 자살 충동: 벤조디아제핀은 우울증을 가지고 있는 환자들에게 자살충동을 불러오며, 자살생각을 억제하지 못하거나 혹은 분노가 정복해버리는 경우도 있다.[24]

- 모순 반응:  벤조디아제핀의 부작용 중엔 공격성, 폭력, 충동성, 과다 흥분 등 모순 반응이 보일 수 있다. 모순반응은 탈억제화의 영향으로 설명할 수 있는데, 이는 지나친 사회적으로 용납 안 되는 상황에 대한 조절력이 떨어지는 것을 말한다.[4][25] 그러나 모순반응은 기분전환을 목적으로 하는 남용자, 경계성 인격 장애 환자, 어린이, 복용량이 높은 환자들에게서 자주 보인다.[26][27]

이들의 경우, 충동억제 문제가 탈억제에 대한 가장 위험한 요인으로, 무력감과 신경학적인 문제가 중대한 위협으로 연구되고 있다. 대다수의 탈억제에 관한 보고서들은 효능이 좋은 벤조디아제핀의 조제량이 높을 때 탈억제가 나타난다고 적고 있다. 또한 모순반응은 만성적으로 벤조디아제핀을 복용할 때 나타날수 있다고 한다.
- 알코올 및 중추신경억제제와의 병용투여:  이 약은 알코올/중추신경억제제와의 병용투여를 피해야 한다. 이러한 병용투여로 인하여 중증 진정작용, 임상적으로 유의한 호흡기계 및 심혈관계 억제를 포함하는 이 약의 임상효과가 증강될 수 있고, 혼수 또는 사망의 위험성을 상회할 수 있다.

- 마약류와 벤조디아제핀계 약물의 병용투여 시 위험성:  마약류와 이 약의 성분인 디아제팜을 포함한 벤조디아제핀계 약물의 병용투여는 깊은 진정, 호흡억제, 혼수상태 및 사망을 초래할 수 있다. 이러한 위험성 때문에, 마약류와 벤조디아제핀계 약물의 병용투여는 적절한 대체 치료방법이 없는 환자에 한하여 처방하도록 한다. 관찰 연구 결과, 마약성 진통제와 벤조디아제핀계 약물의 병용투여는 마약성 진통제의 단독 투여에 비해 약물 관련 사망의 위험성을 증가시켰다. 이 약과 마약류의 병용투여가 결정되면 최저 유효용량으로 최단 기간 처방하도록 하고 호흡억제 및 진정의 징후와 증상에 대해 환자를 면밀히 추적관찰 하도록 한다. 이미 마약성 진통제를 투여 받은 환자에게는 투여받지 않을때보다 낮은 초기 용량을 처방하고, 임상 반응에 기반하여 적정한다. 만약 이미 이 약을 투여 받는 환자에게 마약성 진통제 투여를 시작한다면, 마약성 진통제의 낮은 초기용량을 처방하고 임상 반응에 기반하여 적정한다. 이 약과 마약류를 함께 처방할 때는 환자와 보호자 모두에게 호흡억제와 진정의 위험에 대해 알려주고, 마약류와의 병용투여에 대한 효과가 얼마나 지속되는지 확인되기 전까지 환자가 운전이나 중장비 운행을 하지 않도록 주의를 준다.

## 과량 투여
비록 벤조디아제핀이 바르비투르산에 비해 과량 투여에 대해 안전하지만, 벤조디아제핀도 여전히 과량투여에 대해서 문제를 가지고 있다. 단독적으로 벤조디아제핀을 복용할시, 과량투여에 대한 말썽을 가져온다. 영국에서의 통계를 살펴보면, 벤조디아제핀은 한가지 약으로 인한 독성으로 인한 사망에서 3.8%를 차지하고 있다. 그러나, 에탄올, 아편, 타 항우울제와 같이 복용할시엔 독성이 더 높아지게 된다.
나이가 들수록 벤조디아제핀의 부작용에 대한 감수성이 증가하게 되고, 오래 복용할시에 독성이 나타날 가능성도 있다. 벤조디아제핀별로 독성이 다른데, 알프라졸람같은 경우, 다른약 혹은 과량복용하였을시, 다른 벤조디아제핀보다 높은 독성을 보여주고 있다. 벤조디아제핀의 과량 복용으로 인해서 졸음, 불분명한 발음, 안구진탕증, 저혈압, 운동실조, 혼수상태, 호흡저하, 심폐기능 억제등이 나타날수 있다.
벤조디아제핀에 대한 길항제로는 플루마제닐(Flumazenil, Anexate)이 있다. 플루마제닐은 발작과 재진경을 시키기 때문에, 일반적으로 추천되지 않는다.

## 오남용 우려

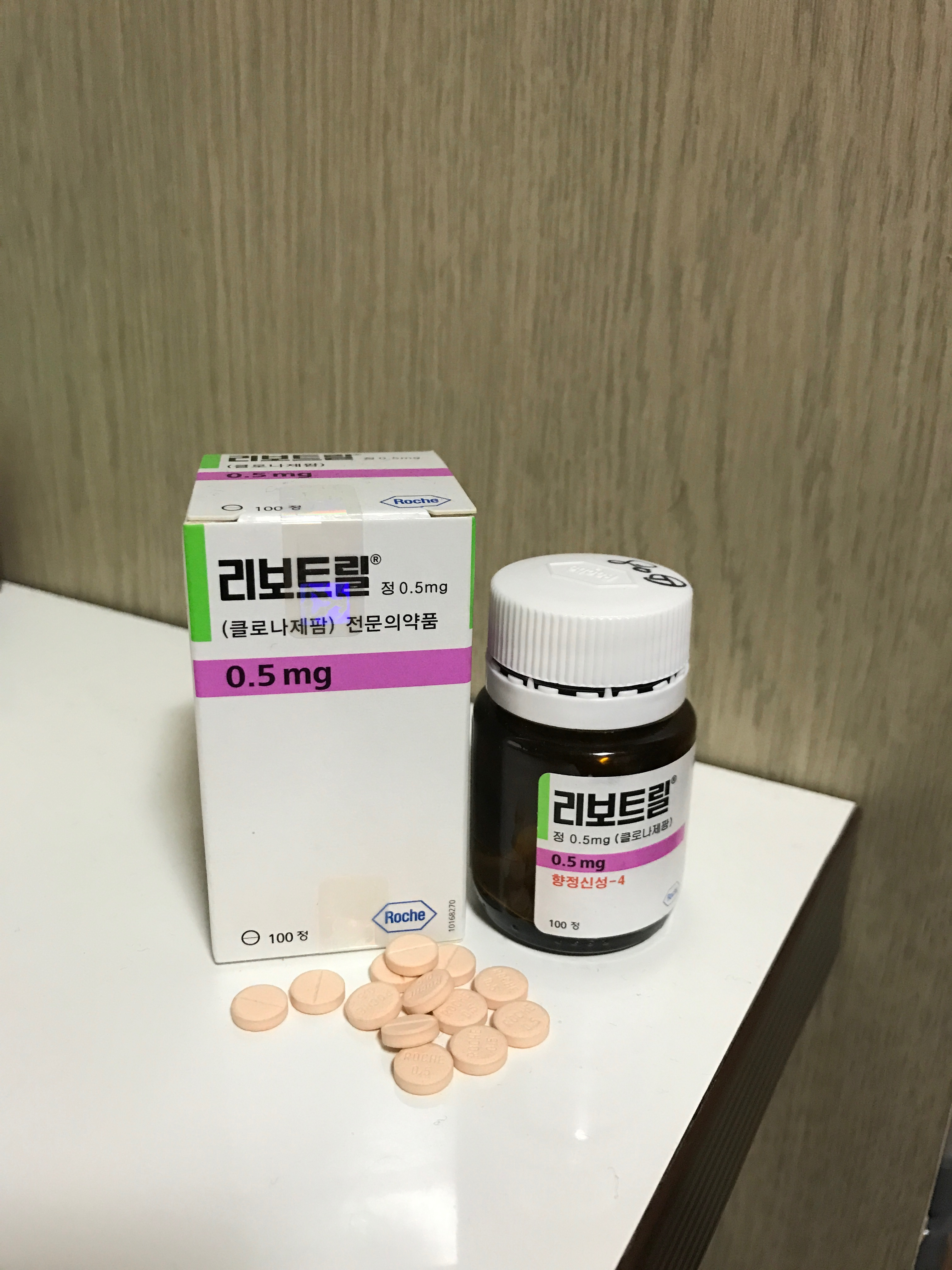
클로나제팜 0.5mg

벤조디아제핀은 법적으로 오남용 우려 의약품으로 엄연히 분류되고 있다. 벤조디아제핀의 남용은 다른 약물을 남용하는 사람들로 제한되며, 대부분 사람들에게 남용을 하지 말라고 규정하고 있다. 국제적으로, 벤조디아제핀은 국제마약감시가구에서 Schedule IV약물로 규정하고 있다(대한민국의 경우 마약류 관리법 제2조 제4호 다, 라목에 규정되어 있다).
벤조디아제핀은 기분전환을 목적으로 불확실한 오남용자들이 사용하고 있으며, 벤조디아제핀을 오남용한 경우, 거기에다가 술을 많이 마시게 되면 사망까지 이른다.

## GABA 수용체
| |
| 신경세포 막에서의 GABA 수용체(GABA receptor)에 작용하는 GABA이외의 벤조디아제핀(Benzodiazapine)과 알코올(Alcohol)분자들과 이들에 의해 열려진 이온통로(Ion channel)로 급격히 외막(extracellular)밖에서 내막(intracellular)안으로 들어오는 이온(Ion)들 |

cl-(염소)가 대표적인 이온이다.

## 같이 보기
- 아자피론
- 카나비노이드
- ICD-10

## 더 읽어보기
- Ashton CH (2002). “Benzodiazepines: how they work & how to withdraw”. 《The Ashton Manual》. benzo.org.uk. 2009년 6월 9일에 확인함.
- Ashton CH (2007). “Benzodiazepine equivalence table”. benzo.org.uk. 2009년 6월 9일에 확인함.
- Fruchtengarten L (1998). “Benzodiazepines”. 《PIM G008》. International Programme on Chemical Safety (IPCS) INCHEM. 2009년 6월 9일에 확인함.
- Longo LP, Johnson B (2000). “Addiction: part I. Benzodiazepines—side effects, abuse risk and alternatives”. 《Am Fam Physician》 61 (7): 2121–8. PMID 10779253. 2008년 5월 12일에 원본 문서에서 보존된 문서. 2010년 6월 20일에 확인함.
- “The complete story of the benzodiazepines”. The Eaton T. Fores Research Center. 2005. 2009년 6월 5일에 원본 문서에서 보존된 문서. 2009년 6월 9일에 확인함.
- “Benzodiazepines advanced consumer information”. Drugs.com. 2005년 2월 24일. 2009년 6월 9일에 확인함.